# Tanikaze Kajinosuke
Tanikaze Kajinosuke est un nom japonais traditionnel ; le nom de famille (ou le nom d'école), Tanikaze, précède donc le prénom (ou le nom d'artiste).
Tanikaze Kajinosuke (谷風梶之助) (8 septembre 1750 – 27 février 1795) est un lutteur sumo officiellement reconnu comme le 4e yokozuna et le premier à recevoir ce titre de son vivant. Il devient très célèbre et remporte 21 tournois. Il est également l'entraîneur de Raiden Tameimon.

## Biographie
Né à Sendai sous le nom de Yoshiro, il fait ses débuts dans le sumo à 19 ans. Mesurant 1,89 m pour 169 kg, il est particulièrement imposant comparé aux Japonais de l'époque. 
Durant cette période, les hommes de la région dotés d'un grand physique sont très demandés pour devenir lutteur sumo. Faisant leurs débuts en tant que kanban ou ōzeki « invité », leurs carrières sont dans la plupart des cas plutôt courtes. C'est ainsi que Tanikaze, en raison de sa grande taille, débute en 1769. Il choisit cependant de rester actif dans le sumo et est par la suite promu au vrai rang d'ōzeki en mars 1781. D'octobre 1777 à février 1786, il ne perd qu'un seul combat, contre Onogawa Kisaburō en février 1782. Il établit la plus longue série de victoires consécutives avec 63 combats gagnés d'affilée. Ce record reste invaincu pendant environ 150 ans, jusqu'à Futabayama Sadaji (en) en 1938.

### Yokozuna
Le 19 novembre 1789, il devient l'un des deux premiers lutteurs sumo à être autorisé à effectuer un yokozuna dohyō-iri (une entrée spéciale sur le ring très cérémonielle réservée aux seuls yokozuna, plutôt que d'entrer comme membre du défilé des meilleurs lutteurs). Lui et Onogawa sont honorés simultanément d'un rang spécial appelé yokozuna cette même année. Officiellement, il est le 4e yokozuna dans l'histoire du sumo. Cependant, comme les trois premiers (voir liste des Yokozuna), s'ils ont vraiment existé, reçoivent ce rang à titre posthume, il est l'un des deux premiers vrais tenants du titre.
Il est toujours en compétition quand il meurt de la grippe à l'âge de 44 ans. Au moment de sa mort, il est en pleine série de 35 victoires consécutives. Dans la première division makuuchi, Tanikaze gagne en tout 258 combats et n'en perd que 14, obtenant un pourcentage de victoire de 94,9%.
Tanikaze est un rikishi (lutteur sumo) très respecté. À la différence des autres lutteurs de l'époque, de nombreuses nishiki-e (gravures) représentations de lui en train de combattre ont survécu jusqu’à nos jours.

## Palmarès
- La durée réelle des tournois de l'année de l'époque varie souvent.
- Les trois premiers tournois de Tanikaze sont faits sous le rang d'ōzeki « invité », voir ci-dessus.
- Le palmarès de Tanikaze au tournoi du printemps 1776 est inconnu.

Dans le tableau suivant, les cases en vert sont celles des tournois remportés.
| -    | Printemps                                       | Hiver                                      |
| ---- | ----------------------------------------------- | ------------------------------------------ |
| 1769 | Ōzeki de l'ouest 4–0–3                          | Ōzeki de l'ouest 0–1–7                     |
| 1770 | Ōzeki de l'ouest 3–0–5                          | Maegashira de l'ouest #1 7–1               |
| 1771 | Absence                                         | Komusubi de l'ouest #1 5–0 1d 2h           |
| 1772 | Komusubi de l'ouest #1 6–0–2 Non officiel       | Pas de tournoi                             |
| 1773 | Maegashira de l'ouest #1 5–1 1d 1h              | Maegashira de l'ouest #1 5–2 1h            |
| 1774 | Maegashira de l'ouest #1 6–0–2 Non officiel     | Komusubi de l'ouest 5–0–1 2d               |
| 1775 | Komusubi de l'ouest 4–0 Non officiel            | Komusubi de l'ouest 5–1–1 2h               |
| 1776 | Maegashira de l'ouest #1 -                      | Komusubi de l'ouest 7–0 1nr Non officiel   |
| 1777 | Sekiwake de l'ouest 2–1–5                       | Komusubi de l'ouest 5–1 1d 1h Non officiel |
| 1778 | Sekiwake de l'ouest 9–0–1 Non officiel          | Absence                                    |
| 1779 | Sekiwake de l'ouest 9–0–1 Non officiel          | Sekiwake de l'ouest 9–0–1 1d Non officiel  |
| 1780 | Sekiwake de l'ouest 6–0 Non officiel            | Sekiwake de l'ouest 8–0 2h Non officiel    |
| 1781 | Ōzeki de l'ouest 9–0–1 Non officiel             | Sekiwake de l'ouest 9–0–1 Non officiel     |
| 1782 | Ōzeki de l'ouest 6–1–3                          | Ōzeki de l'ouest 7–0–1 1h 1nr Non officiel |
| 1783 | Ōzeki de l'ouest 5–0–4 1nr Non officiel         | Ōzeki de l'ouest 8–0–1 1d Non officiel     |
| 1784 | Ōzeki de l'ouest 6–0–2 2h Non officiel          | Ōzeki de l'ouest 3–0–7                     |
| 1785 | Pas de tournoi                                  | Pas de tournoi                             |
| 1786 | Ōzeki de l'ouest 10–0 Non officiel              | Ōzeki de l'ouest 3–1–6                     |
| 1787 | Pas de tournoi en raison des mauvaises récoltes | Sekiwake de l'ouest 6–1–1 1d 1h            |
| 1788 | Sekiwake de l'ouest 7–0–1 1d 1h Non officiel    | Sekiwake de l'ouest 7–0–1 1d 1h            |
| 1789 | Sekiwake de l'ouest 7–1–1 1d                    | Sekiwake de l'ouest 6–0–3 1d               |
| 1790 | Ōzeki de l'ouest 4–0–2 1d 1h 1nr                | Ōzeki de l'ouest 7–1–1 1d                  |
| 1791 | Ōzeki de l'ouest >6–1–2 1nr                     | Absence                                    |
| 1792 | Ōzeki de l'ouest 8–0–2 Non officiel             | Ōzeki de l'ouest 3–0 Non officiel          |
| 1793 | Ōzeki de l'ouest 7–0–2 Non officiel             | Ōzeki de l'ouest 5–0–3 2d                  |
| 1794 | Ōzeki de l'ouest 5–0–5                          | Ōzeki de l'ouest Retraite 4–0–6            |